# Блуфф, Матиас Йозеф
Матиас Йозеф Блуфф (нем. Mathias Joseph Bluff; 1805—1837) — немецкий ботаник.

## Биография
Матиас Йозеф Блуфф родился 5 февраля 1805 года в городе Кёльн в бедной семье. В 1822 году поступил в Боннский университет, где учился до 1825 года, затем переехал в Берлин.
В 1825 году вышла первая часть монографии флоры Германии, написанная Блуффом в соавторстве с Карлон Антоном Фингерхутом. Блуфф не успел окончить эту работу, она была дописана К. Г. Д. Несом и Й. К. Шауэром в 1839 году.
В 1826 году Блуфф стал доктором медицины в Берлинском университете. Затем он работал в госпитале в Ахене. Также Блуфф написал несколько статей по медицине.
5 июня 1837 года Матиас Йозеф Блуфф скончался в возрасте 32 лет от брюшного тифа.

## Некоторые научные работы
- Bluff, M.J.; Fingerhuth, C.A.; Wallroth, F.G.; Nees von Esenbeck, C.G.D.; Schauer, J.C. (1825—1839). Compendium florae Germaniae. 4 vols.

## Роды растений, названные в честь М. Й. Блуффа
- Bluffia Nees, 1834 [syn.  Alloteropsis J.Presl, 1830]